# Jesous Ahatonhia
Jesous Ahatonhia  est un chant de Noël écrit en langue wendat par Jean de Brébeuf. Son titre signifie « Jésus est né ». Il est connu dans le monde anglophone sous le titre Twas in the Moon of Wintertime (« Pendant la lune de l'hiver ») ou Huron Carol. Composé en 1641 ou 1642, ce chant est considéré comme le plus ancien cantique de noël au Canada.

## Paroles
| En wendat | En français | En anglais |
| --- | --- | --- |
| Estenniayon de tsonwe Iesous ahatonnia onn’ awatewa nd’ oki n’ onyouandaskwaentak ennonchien eskwatrihotat n’onyouandiyonrachatha Iesous ahatonnia, ahatonnia. Iesous ahatonnia. Ayoki onkiennhache eronhiayeronnon iontonk ontatiande ndio sen tsatonnharonnion Warie onn’ awakweton ndio sen tsatonnharonnion Iesous ahatonnia, ahatonnia. Iesous ahatonnia. Achienhkontahonraskwa d’ hatirihwannens tichion sayonniondetha onhwa achia ahatren ondaie te hahahakwa tichion sayonniondetha Iesous ahatonnia, ahatonnia. Iesous ahatonnia. Tho ichien st’ ahation tethotondi Iesous ahwatatende tichion stanchitehawennion asayontorenten ihatonk atsion sken Iesous ahatonnia, ahatonnia. Iesous ahatonnia. Onne ontahation chiahonayen iesous ahatichiennonniannon kahachia handiayon te honannonronkwannion ihotonk werisen Iesous ahatonnia, ahatonnia. Iesous ahatonnia. Te hekwatatennonten ahekwachiendaen ti hekwannonronkwannion de sonywentenrände outoyeti skwannonhwe icherhe akennonhonstha Iesous ahatonnia, ahatonnia. Iesous ahatonnia. | Chrétiens, prenez courage, Jésus Sauveur est né ! Du malin les ouvrages À jamais sont ruinés. Quand il chante merveille, À ces troublants appas Ne prêtez plus l'oreille : Jésus est né : In excelsis gloria ! Oyez cette nouvelle, Dont un ange est porteur! Oyez! âmes fidèles, Et dilatez vos cœurs. La Vierge dans l'étable Entoure de ses bras L'Enfant-Dieu adorable. Jésus est né : In excelsis gloria ! Voici que trois Rois Mages, Perdus en Orient, Déchiffrent ce message Écrit au firmament : L'Astre nouveau les hante. Ils la suivront là-bas, Cette étoile marchante : Jésus est né : In excelsis gloria ! Jésus leur met en tête Que l'Étoile en la nuit Qui jamais ne s'arrête Les conduira vers Lui. Dans la nuit radieuse En route ils sont déjà, Ils vont l'âme joyeuse. Jésus est né : In excelsis gloria ! Pour l'Enfant qui repose Dans un petit berceau, Humblement ils déposent Hommages et cadeaux. Comme eux, l'âme ravie, Chrétiens, suivons ses pas, Son amour nous convie. Jésus est né : In excelsis gloria ! » | 'Twas in the moon of winter-time When all the birds had fled, That mighty Gitchi Manitou Sent angel choirs instead; Before their light the stars grew dim, And wandering hunters heard the hymn: "Jesus your King is born, Jesus is born, In excelsis gloria." Within a lodge of broken bark The tender Babe was found, A ragged robe of rabbit skin Enwrapp'd His beauty round; But as the hunter braves drew nigh, The angel song rang loud and high... "Jesus your King is born, Jesus is born, In excelsis gloria." The earliest moon of wintertime Is not so round and fair As was the ring of glory On the helpless infant there. The chiefs from far before him knelt With gifts of fox and beaver pelt. Jesus your King is born, Jesus is born, In excelsis gloria. O children of the forest free, O sons of Manitou, The Holy Child of earth and heaven Is born today for you. Come kneel before the radiant Boy Who brings you beauty, peace and joy. "Jesus your King is born, Jesus is born, In excelsis gloria." |

## Composition

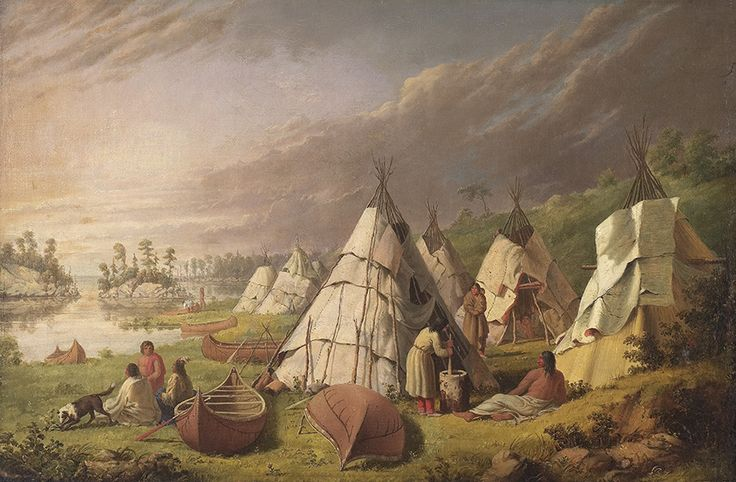
Kane Lake Huron Oil

Recueilli par  le Père Étienne-Thomas Girault de Villeneuve, le dernier jésuite missionnaire chez les Hurons de la Jeune-Lorette (Loretteville) au Québec (1747-94), et traduit du huron en français par Paul Picard, notaire autochtone (Paul Tsaenhohi, œil de vautour, fils d'un célèbre chef Huron, Point du jour), il fut généralement attribué à Jean de Brébeuf (1593 - 1649) jésuite missionnaire puis martyr, à Sainte-Marie-au-pays-des-Hurons au Canada, auteur d'un catéchisme en huron et d'un dictionnaire français/huron, qu'il aurait composé et appris aux Hurons entre 1640 et  1642, mais on ne possède nulle certitude sur cette question,. La mélodie semble adaptée d'un air français du XVIe siècle, « Une jeune pucelle ». Il aurait été chanté par les Hurons à Sainte-Marie-au-pays-des-Hurons jusqu'en 1649 date de la conquête de la mission par les Iroquois et de la mort de Jean de Brébeuf, et il aurait été transmis de génération en génération par les autochtones rescapés pendant environ cent ans.

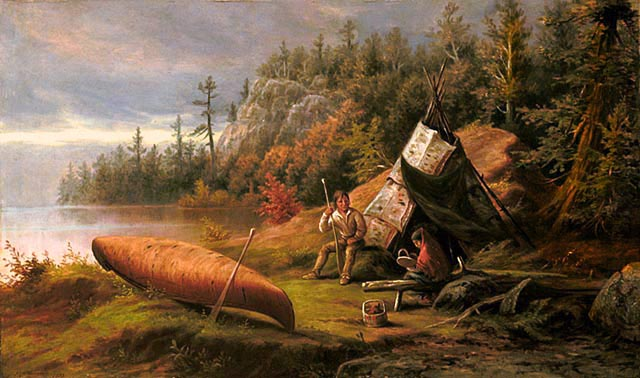
Frederick A. Verner - Ojibwa Camp (1873).

L'abbé Simon-Joseph Pellegrin (1663-1716) écrira Entends ma voix fidèle, second cantique, sur ce Noël huron, pour Hippolyte et Aricie. La version française fut publiée dans les Noëls anciens de la Nouvelle-France d'Ernest Myrand à Québec en 1907 et une version anglaise (« Jesus Is Born ») de Jesse Edgar Middleton fut adaptée (pour voix et piano) par Healey Willan en 1927 (droits détenus par Harris Frederick Co., Limited.)   
Dans la version anglaise, Jésus est né dans un « chalet d'écorce » et enveloppé dans une « robe de peau de lapin » : 
« Au sein d'une cabane d'écorce tendre le petit enfant a été trouvé.
Une robe en lambeaux de peau de lapin enveloppé autour de sa beauté. »
Il est entouré par des chasseurs au lieu de bergers, et les mages sont représentés comme « chefs à distance » qui lui apportent des « peaux de renard et castor » au lieu des plus familiers or, encens et myrrhe. L'hymne utilise également un nom algonquin traditionnel, Gitche Manitou, pour Dieu. Les paroles d'origine sont maintenant parfois modifiées pour utiliser une imagerie accessible aux chrétiens qui ne sont pas familiarisés avec les cultures autochtones-canadiennes.

## La musique comme moyen d'évangélisation

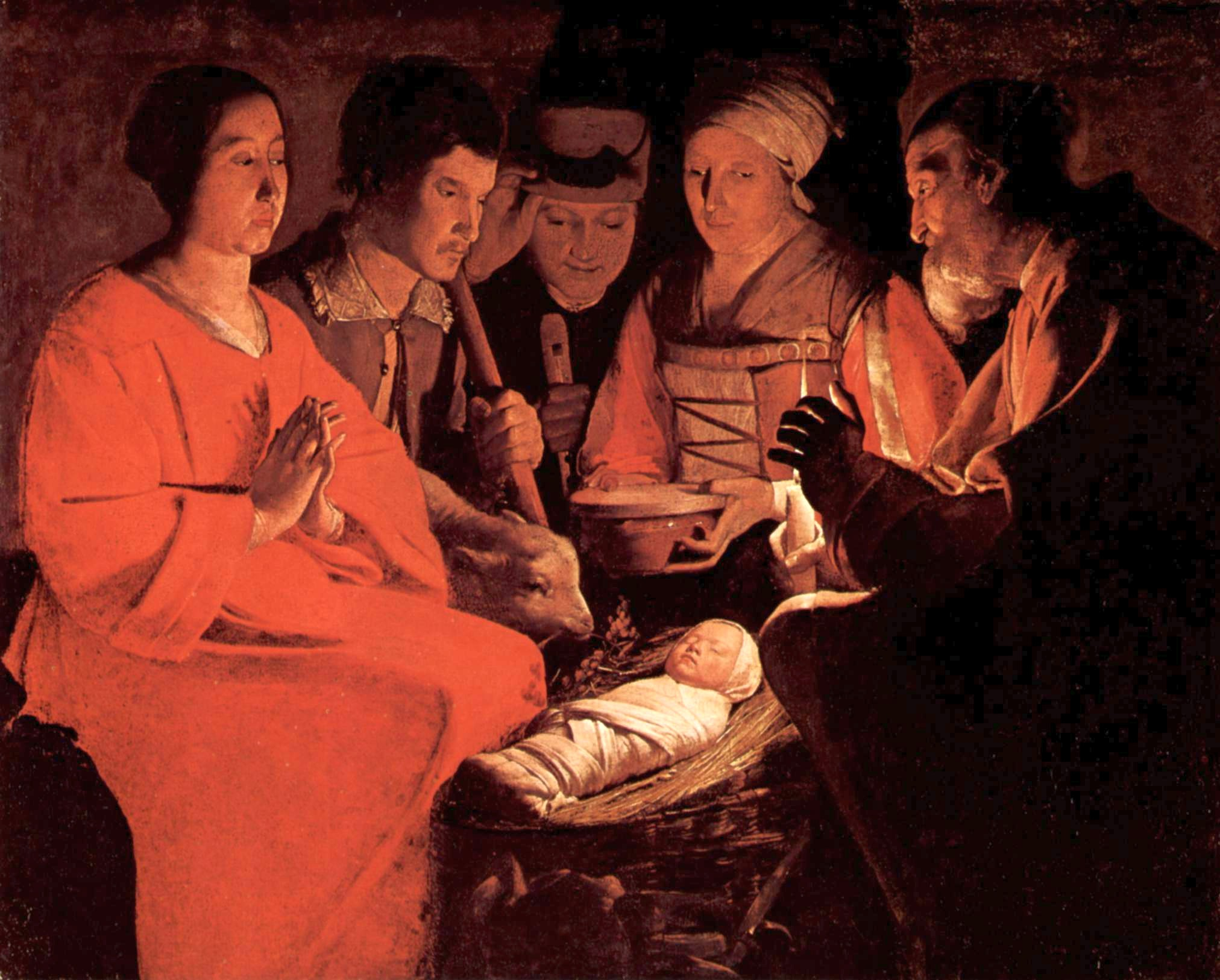
Georges de La Tour, Nativité datée de 1644

Le père Paul Le Jeune (1591 - 1664) qui fut supérieur des missions canadiennes (1632-1639) a traduit des chants religieux en langue huronne. Il explique pourquoi les indiens ont du goût pour les chants religieux
«  Les Sauvages sont grands chanteurs, ils chantent comme la plupart des nations de la terre par récreation, & par dévotion; c'est-à-dire en eux par superstition  ... Ils proferent peu de paroles en chantant, variants les tons, & non la lettre... Ils disent que nous imitons les gazoüillis des oyseaux en nos airs, ce qu'ils n'improuvent pas, prenans plaisir quasi tous tant qu'ils sont à chanter, ou à ouïr chanter, & quoy que je leur die que je n'y entendois rien, ils m'invitoient souvent à entonner quelque air, ou quelque priere » (ibid., vol. VI, p. 182, 184; 1634). »
Les indiens avaient une grande dévotion pour le mystère de la naissance du Fils de Dieu. Ils avaient construit une petite chapelle de bois de cèdre, et des branches, en l'honneur de la mangeoire de l'Enfant Jésus. Le Journal des Jésuites ne rapporte  pas que ce Noël ait été chanté en 1647 chez les Hurons, mais des airs latins, et ne garde aucune trace du Noël 1648, enfin le Père de Brébeuf meurt en 1649.

## Adaptations et interprétations profanes

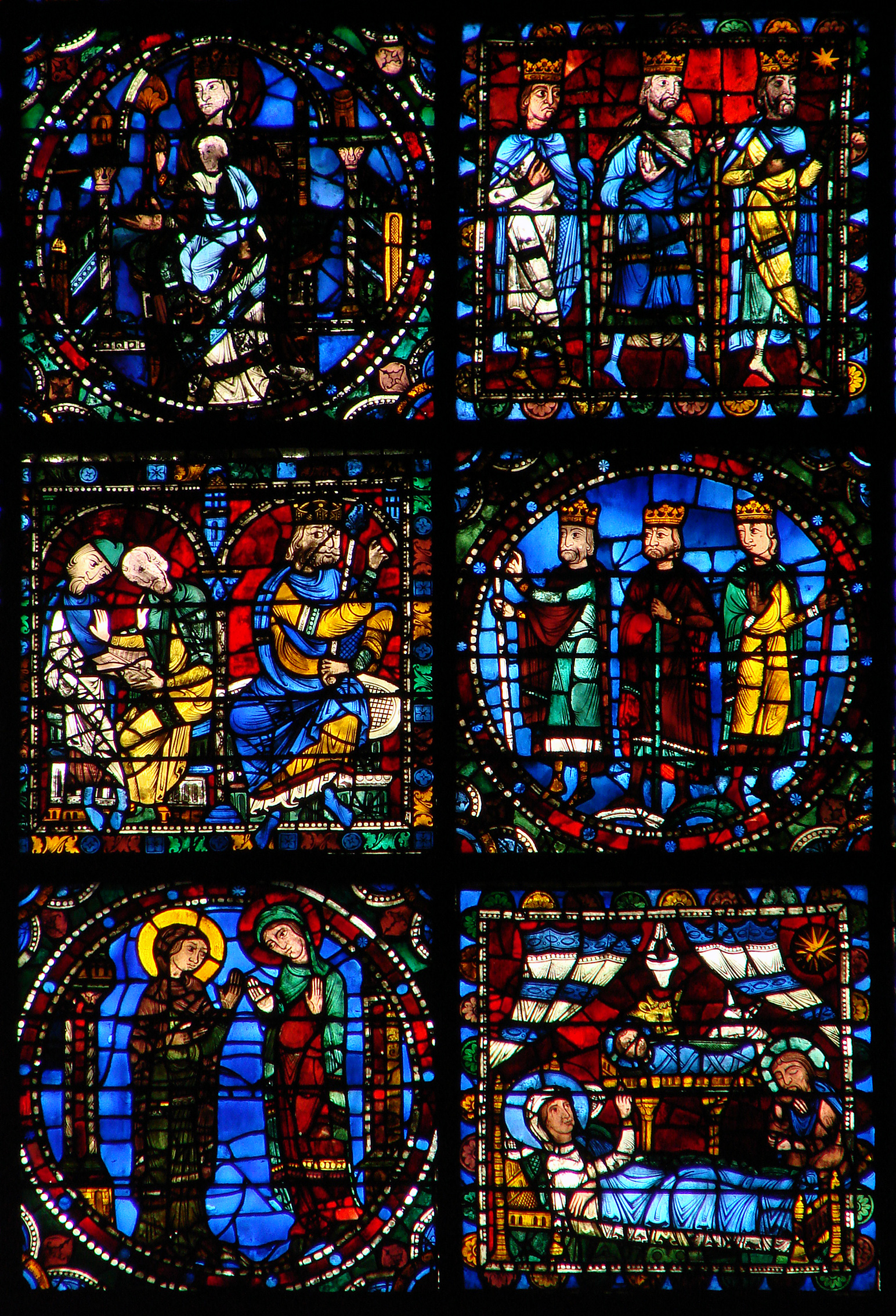
Les Vœux des Hurons à Notre-Dame de Chartres datent de 1678.

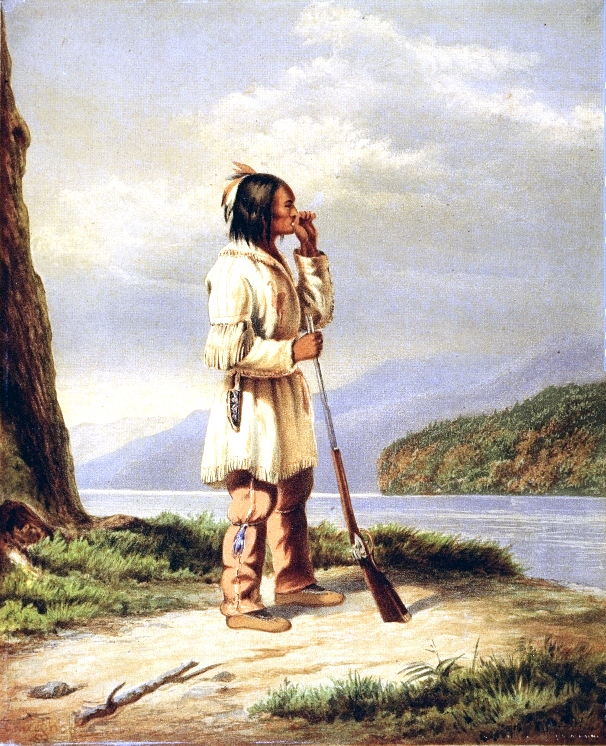
Chasseur Huron-Wendat, par Cornelius Krieghoff.

Ce Noël devint très populaire et il en existe de nombreux arrangements et adaptations. Cette chanson reste un chant de Noël commun aux églises de nombreuses confessions chrétiennes canadiennes. Le chanteur canadien Bruce Cockburn a enregistré la chanson. Elle est également chantée par le musicien canadien métis Tom Jackson lors de son émission annuelle de Huron Carole. Le groupe Crash Test Dummies a enregistré cet hymne sur leur album « Jingle all the Way » (2002). Aux États-Unis, la chanson a été incluse sous le titre  « Ahatonia Jesous »  sur l'album de 1952 de Burl Ives Noël in the Morning et a été publiée plus tard  sous le titre « Indiens Christmas Carol ». Utilisé en filigrane du noël breton Pe trouz war an douar ("Quel bruit sur la terre"), l'air a été publié par l'auteure-compositrice canadienne Loreena McKennitt sous le titre « Breton Carol » en 2008. Il existe encore de nombreuses  autres interprétations contemporaines de cet air traditionnel populaire.
Philatélie : Au Canada en 1977, trois timbres canadiens  ont  illustré ce thème dans une série de timbres-poste sur ce noël.
- Jean Coulthard, Canadian Fantasy (adaptation du   « Noël huron »)
- Claude Champagne (1929)  dans Altitude (1959), « Estenniaton de tsouvé ».
- Richard Johnston SABBT pour TTBB et piano (Waterloo 1953).
- Barrie Cabana (1971) Hymn Book des Églises anglicane  .
- Toronto Consort (1984), Collegium Records
- Mennonite Children's Choir.
- Oriana Singers.
- Armdale Chorus.
- Toronto Children's Chorus.
- Le Toronto Boys' Choir .
- Ensemble Claude Gervaise (2001).
- Heather Dale
- Tom Jackson (Winnipeg Harvest) .
- Bruce Cockburn[17]
- Loreena McKennitt, Breton Carol, (2008).
- Burl Ives (1952)  'Noël in the Morning  et  Indiens Christmas Carol.
- Prelude on the Huron Carol d'Eric Robertson a été enregistré par Liona Boyd (CBS FM-37248).
- Alan Mills, Noël Huron, sur l'album Folklore De Montréal volume 1 (1960).
- Claire Pelletier, Noël Huron, sur l'album Noël Nau (2015).

## Compléments

### Médias
- [audio] Fichier Midi
- [audio] (en) Wendat(Huron)/French/English version by Canadian Artist Heather Dale
- [audio] (fr) Huron Carol By Gisele Lemay and Fred Schubert
- [audio] The Huron Carol - Tom Jackson
- [audio] Lyrics translated into Mi'kmaw by Mildred Milliea, with an MP3 of the song as sung by the Eskasoni Trio
- [audio] Rewritten rock music version called The Lake Huron Carol set in the modern Lake Huron area; page includes historical notes on the original song.
- [audio] Rendition by Frédérique Pinot, Jérôme Gofette, Alexandre Gérard and Tonio from France

### Discographie
- Nativité en Nouvelle-France, volume 3 de l’Anthologie de la musique historique du Québec.